# Сифиве Чабалала
Лоурънс Сифиве Чабалала (Lawrence Siphiwe Tshabalala) е южноафрикански футболист, роден на 25 септември 1984 г. във Фири. Той отбелязва първия гол на СП 2010 в мача на откриването срещу Мексико.

## Клубна кариера
Чабалала е продукт на школата на Кайзер Чийфс, но подписва първия си професионален договор с Александра Юнайтед през 2003 г. В периода 2004 - 2007 г. се състезава за Фрий Стейт Старс, преди да се завърне в Сайзер Чийфс.

## Национален отбор
За Южна Африка Чабалала дебютира на 14 януари 2006 г. срещу Египет. Участник е на Купата на африканските нации 2006 и 2008, Купата на конфедерациите 2009 и Световното първенство 2010.

### Голове
| # | Дата             | Място                       | Съперник            | Гол в мача | Краен резултат | Повод |
| - | ---------------- | --------------------------- | ------------------- | ---------- | -------------- | ----- |
| 1 | 26 март 2008     | Атъриджвил, Южна Африка     | Парагвай            | 3:0        | 3:0            | П     |
| 2 | 11 октомври 2008 | Малабо, Екваториална Гвинея | Екваториална Гвинея | 1:0        | 1:0            | СК    |
| 3 | 28 март 2009     | Рустенбург, Южна Африка     | Норвегия            | 2:1        | 2:1            | П     |
| 4 | 27 януари 2010   | Дърбан, Южна Африка         | Зимбабве            | 1:0        | 3:0            | П     |
| 5 | 31 март 2010     | Асунсион, Парагвай          | Парагвай            | 1:1        | 1:1            | П     |
| 6 | 16 май 2010      | Нелспройт, Южна Африка      | Тайланд             | 1:0        | 4:0            | П     |
| 7 | 11 юни 2010      | Йоханесбург, Южна Африка    | Мексико             | 1:0        | 1:1            | СП    |